# とむとむ
有限会社とむとむは、茨城県北相馬郡利根町横須賀に所在する日本のコーヒー商、コーヒーレストランチェーン店である。

## 沿革
- 1977年5月 - 取手市で珈琲専門店トムトムとして創業
- 1982年7月 - 店舗を現在の利根町に移転。コーヒーの栽培についての研究開始
- 1990年6月 - 龍ケ崎市に珈琲豆達とむとむ北竜台店開店
- 1991年7月 - 法人・有限会社とむとむ設立
- 1997年11月 - オープンカフェとむとむ・龍ヶ岡店開店
- 2001年10月 - ドンマイスターカフェ（竜ヶ崎ショッピングセンター・サプラ）開店
- 2003年9月 - コーヒー豆の専門店・「珈琲豆やとむとむ」北竜台店開店
- 2008年
  - 3月 - コーヒーハウスとむとむ・つくば店開店
  - 4月 - とむとむつくば店にコーヒーアカデミー・ドンマイスターを設立
- 2009年7月 - 牛久市に珈琲豆やひたち野うしく店開店
- 2012年3月 - 龍ケ崎市の店舗を北竜台から藤が丘に移転
- 2013年10月 - 「北限のコーヒーを楽しむ会（トネビーンズを飲む会）」設立
- 2016年3月 - 通信販売サイト・楽天市場にて、オンラインショップを開店。「スペシャリティー珈琲」やギフト用商品を全国に販売。

## 会社概要
- 本社 - 利根町横須賀804-1
- コーヒーハウスとむとむ
  - 利根本店 - （本社に同じ）
  - 龍ケ崎店 - 龍ケ崎市藤が丘5-15-15
  - つくば店 - つくば市高野台2-9-8
- 珈琲豆や
  - 北竜台店 - 龍ケ崎市小柴1-2-11
  - ひたち野うしく店 - 牛久市ひたち野東4-2-1
- 珈琲農園 - 利根町横須賀3の耕地800
- コーヒーアカデミー・ドンマイスター（コーヒーハウスとむとむつくば店に同じ）

## 店舗展開
- コーヒーハウスとむとむ - 主に茨城県南エリアを中心とした茨城県内3店舗を展開。カナダ杉（樹齢300年以上）を使った大空間の店内と、2杯立てサイフォンを使った本格的な珈琲を味わうことができる[1]。
- 珈琲豆や - 世界各地から取り寄せたスペシャリティーコーヒー豆を厳選し、顧客の好みに合った調整で焙煎する。喫茶店の機能もあり、日替わりのコーヒーやイートインメニューも味わうことができる[2]。

## 商品展開
- オリジナルご当地ブレンドシリーズ「常陸の国珈琲」
  - 「龍ヶ崎珈琲浪漫」 エクストラブレンド【ハイロースト】
  - 「利根豆達物語」 ソフトブレンド【ミディアムロースト】
  - 「筑波の里珈琲」 ヨーロピアンブレンド【フレンチロースト】
  - 「うしく湖畔の珈琲」 モカブレンド【ハイロースト】
- 小池美枝子チャンピオンブレンド
- スペシャリティーコーヒー（世界各国から60種類以上のコーヒー豆を厳選して取り寄せたシリーズ。店舗直売のみ）
- とむとむ オールアラビカ・アイスコーヒー（店舗直売のみ）
- コーヒーはちみつ グァテマラ産
- その他イートイン・テークアウト菓子